# Trinciapollo

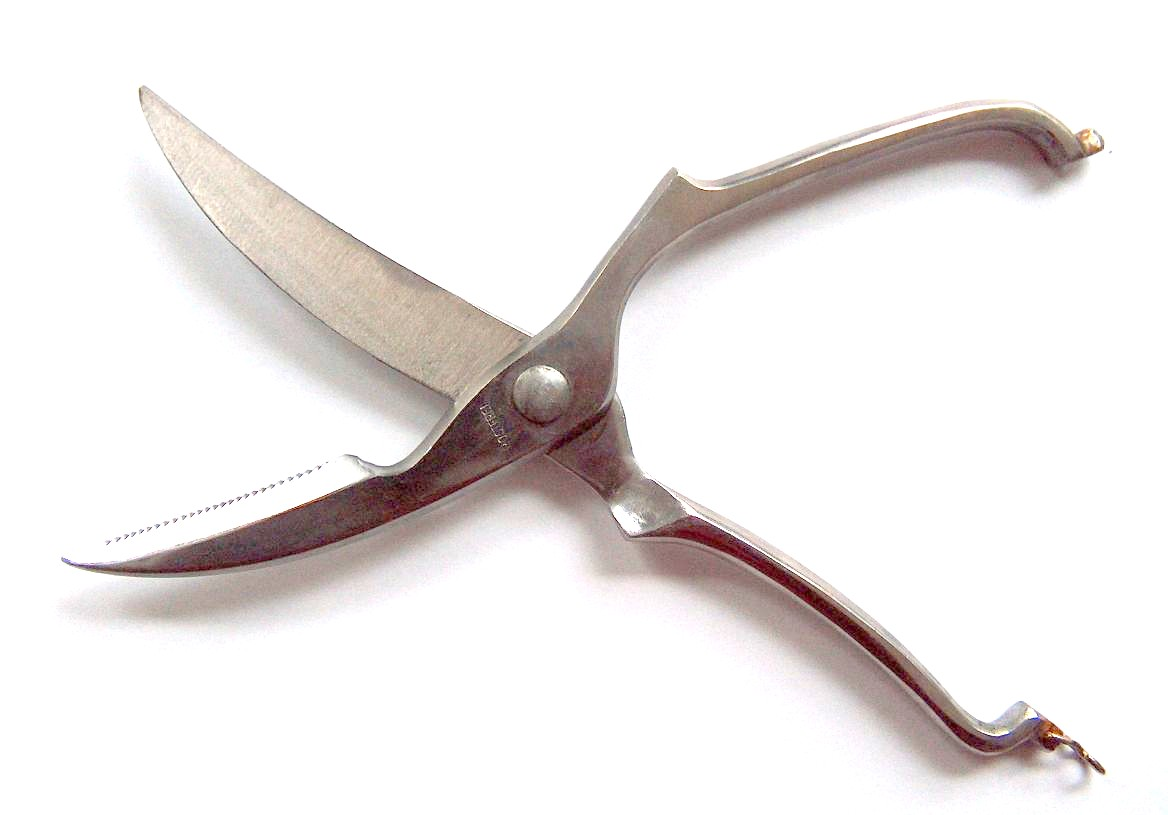
Trinciapollo

Il trinciapollo è un utensile simile alle forbici, ma con le lame curve.
È utilizzato (come dice il nome stesso) per dividere in pezzi un pollo ma anche altri volatili. È generalmente usato nelle macellerie e si può trovare anche nelle cucine domestiche.
A differenza delle forbici le lame rimangono divaricate per cui ogni trinciapollo è fornito di un gancetto per chiudere le lame quando non viene utilizzato. È costruito in metallo, quasi sempre acciaio.